# Andraimon (Bruder des Leonteus)
Andraimon ist in der griechischen Mythologie ein Lapithe, er ist der Bruder des Leonteus und damit Sohn des Lapithen Koronos. Einzige Quelle ist Diodor 4, 53.

## Name
Der Name kommt vom griechischen Ἀνδραίμων, Andraímōn, lateinisch auch Andraemon, deutsch Andrämon, jeweils mit derselben Betonung wie das Original. Etymologisch setzt sich der Name zusammen aus ἀνήρ, ἀνδρός, anḗr, andrós, Mann und dem Adjektiv αἵμων, haimōn, erfahren, kundig, woraus ein kundiger Mann entsteht, der von Pape treffend als Weismann wiedergegeben wird. Für den durchaus heroischen Namen bieten die Quellen keine weisen oder heldenhaften Taten.

## Mythos
Der mythologische Kontext findet sich in den verwickelten Mord- und Betrugsaffären im Haus des machtgierigen Pelias zusammen mit dem Jason-Medea-Mythos.
Jason kehrt mit Medea von seiner Argonautenfahrt nach Ägina zurück und erkennt, dass ihn sein Auftraggeber Pelias getäuscht und dieser außerdem seinen Vater Aison, Pelias‘ Halbbruder, in den Tod getrieben hatte. Aus Rache töten sie den Pelias und Jason verspricht, sich um dessen hinterbliebenen Töchter zu kümmern: 
„Die Sorge für die Töchter des Königs (Pelias), erklärte er (Jason), wolle er selbst übernehmen; und er löste wirklich nach einiger Zeit sein Wort vollkommen, indem er sie mit den angesehensten Männern vermählte ... die Amphinome (gab er zur Ehe) dem Andrämon, des Leonteus Bruder.“
Die Heiratsgeschichte, das ist alles, was über Andraimon vorliegt. Es bleibt offen, wie er nach Ägina gelangte und ob er wie sein Vater am Argonautenzug teilnahm.